# Залесяване
Залеся̀ването е изкуствено създаване на ново поколение гора чрез сеене на семена или засаждане на фиданки в подготвена почва и полагане на грижи за отглеждане на гората.
Чрез залесяване се възобновяват горите, осигурява се защита срещу природни стихии, озеленява се и се подобрява ландшафтът.

## История на залесяването в България
3алесяването в България започва от 1893 г. – главно за борба срещу ерозията и наводненията и за подобряване на крайселищната природна среда (край София и Княжево, Кюстендил, Стара Загора, Търново и други).
Дейността по залесяване се разширява след 1905 г., когато държавата организира борба срещу пороищата и наводненията, многократно прекъсвана през войните.
През втората половина на 20 век България е на едно от челните места в света по залесена площ на човек от населението (0,07 дка, 1978), залесени са 14 милиона декара нови гори.
В Закона за горите, влязъл в сила от 2011 г. и уреждащ и залесяването, според член 89 „Залесяването обхваща дейностите по създаване на гори: 1. събиране, добив и производство на горски репродуктивни материали; 2. подготовка на почвата и засаждане/засяване на горски репродуктивни материали и ограждане; 3. попълване, отглеждане, инвентаризация на културите; 4. подпомагане на естественото възобновяване.“

## Същност на залесяването
Залесяването включва: избор на видове за горски култури, обработване на почвата, залесителни методи и грижа за залесените култури.

### Видове залесяване
Залесяването е с горскостопанско и със специално предназначение. При залесяването с горскостопанско предназначение се осигуряват дървесина и други суровини (семена, плодове, кора, смола, лико, дъбилни вещества и други). Използват се видове, които осигуряват големи количества доброкачествена дървесина (бял и черен бор, смърч, бяла мура, дъб, ясен и други).
Залесяванията със специално предназначение биват защитни и озеленителни. Защитните залесявания са противоерозионни (засаждат се върба, топола, елша, ясен, чинар, леска, ива и други), полезащитни (използват се дъб, ясен, орех, акация, липа, върба, люляк и други), пътезащитни, противопожарни и други.
Озеленителните залесявания подобряват микроклиматичните, културно-битовите и естетическите условия и ландшафта. Създават се зелени масиви и пояси около селища, промишлени обекти, язовири и другаде. Използват се декоративни дървета и храсти (акация, бреза, върба, гледичия, дъб, люляк, ракита, ива и други). Могат да се използват и горски диворастящи видове или техни стопански ценни форми – екотипове и биотипове, създадени естествено или изкуствено.

### Обработване на почвата
Обработването на почвата за залесяване може да бъде пълно, на пояси, пътеки-тераски, площадки, дупки. Извършва се ръчно или с машини. Осигурява по-благоприятни условия за растеж и развитие на културите и създава по-добри възможности за залесителни работи.

### Залесителни методи
Използват се два залесителни метода: посев на семена и садене на фиданки. Залесяването включва и грижите за създадените култури през първите години – разрохкване на почвата, унищожаване на плевелите, торене, поливане, борба с болести и вредители и други.

## В Перу
В началото на 2009 година в Перу, в рамките на 3 месеца са предвидени да се засадят около 40 милиона дървета.